# Marienbard
Marienbard est un cheval de course pur-sang britannique, lauréat du Prix de l'Arc de Triomphe en 2002.

## Carrière de courses
Né en Irlande très tard dans la saison, en mai, Marienbard commence sa carrière sous les couleurs de son éleveur Saif Ali chez l'entraineur anglais, Michael Jarvis. Il débute tard, à 3 ans, en enchaînant trois victoires, dont une Listed. En revanche il est battu pour sa première tentative au niveau groupe dans les Great Voltigeur Stakes, et ne peut que figurer dans le St. Leger. Il se rachète en fin d'année en s'adjugeant les St. Simon Stakes (Gr.3), ce qui lui vaut d'être acheté en vue de sa carrière de cheval d'âge par Godolphin et transféré dans les boxes de Saeed bin Suroor. 
Désormais monté par Lanfranco Dettori semble avoir trouvé sa voie dans les épreuves de longue haleine après sa rentrée victorieuse dans la Yorkshire Cup. Mais il ne peut faire mieux que cinquième de la Gold Cup. Placé des Grand Prix de Deauville et du St. Leger irlandais, il traverse le monde pour s'en aller tenter sa chance dans la Melbourne Cup, mais ne peut qu'y faire de la figuration. À la fin d'un hiver passé à Dubaï, il effectue une rentrée correcte dans le Dubaï Sheema Classic, où il conclut à la quatrième place, il se cantonne désormais aux 2 400 mètres, finalement sa meilleure distance. Vainqueur en mai des Jockey Club Stakes et quatrième de la Coronation Cup, il réussit un bel été allemand en s'imposant pour la première fois au niveau groupe 1 dans le Deutschland-Preis, une victoire bonifiée un mois plus tard dans le Grand Prix de Baden. Désormais double lauréat de groupe 1, il fait toutefois figure d'outsider dans le Prix de l'Arc de Triomphe, n'ayant pas le CV de beaucoup de ses condurrents. Mais la monte de Dettori et sa forme resplendissante invitent à la méfiance. Et puis ce n'est pas l'Arc du siècle et Marienbard en profite pour s'imposer devant les favoris, les 3 ans Sulamani, vainqueur du Jockey-Club, et High Chaparral, auteur du doublé Derby/Irish Derby. Marienbard est un vainqueur d'Arc moyen, mais un vainqueur d'Arc tout de même. Et c'est une sortie inespérée pour lui, qui naturellement se retire sur cette victoire. 

### Résumé de carrière
| Date          | Hippodrome   | Pays        | Course                    | Statut      | Distance    | jockey      | Place       | Écart       | Vainqueur ou deuxième |
| 2000, 3 ans   | 2000, 3 ans  | 2000, 3 ans | 2000, 3 ans               | 2000, 3 ans | 2000, 3 ans | 2000, 3 ans | 2000, 3 ans | 2000, 3 ans | 2000, 3 ans           |
| ------------- | ------------ | ----------- | ------------------------- | ----------- | ----------- | ----------- | ----------- | ----------- | --------------------- |
| 5 juin        | Leicester    | Royaume-Uni | Maiden                    |             | 2 400 m     | M. Tebbutt  | 1er/ 7      | 1 ¾         | Pepe Galvez           |
| 26 juin       | Windsor      | Royaume-Uni | Conditions Stakes         |             | 2 300 m     | P. Robinson | 1er/ 2      | 2           | Promising Lady        |
| 8 juillet     | Haydock      | Royaume-Uni | July Trophy Stakes        | Listed      | 2 400 m     | P. Robinson | 1er/ 5      | tête        | Air Marshall          |
| 22 août       | York         | Royaume-Uni | Great Voltigeur Stakes    | Gr. 2       | 2 400 m     | P. Robinson | 2e/ 5       | 2 ½         | Air Marshall          |
| 9 septembre   | Doncaster    | Royaume-Uni | St. Leger                 | Gr. 1       | 2 920 m     | P. Robinson | 6e/ 11      |             | Millenary             |
| 21 octobre    | Newbury      | Royaume-Uni | St. Simon Stakes          | Gr. 3       | 2 400 m     | L. Dettori  | 2e/ 7       | 1 ¼         | Wellbeing             |
| 2001, 4 ans   |              |             |                           |             |             |             |             |             |                       |
| 17 mai        | York         | Royaume-Uni | Yorkshire Cup             | Gr. 2       | 2 800 m     | L. Dettori  | 1er/ 8      | 1           | Samsaam               |
| 21 juin       | Ascot        | Royaume-Uni | Gold Cup                  | Gr. 1       | 4 000 m     | L. Dettori  | 5e/ 12      |             | Royal Rebel           |
| 26 août       | Deauville    | France      | Grand Prix de Deauville   | Gr. 2       | 2 500 m     | L. Dettori  | 2e/ 7       | 2 ½         | Holding Court         |
| 15 septembre  | Curragh      | Irlande     | Irish St. Leger           | Gr. 1       | 2 800 m     | L. Dettori  | 3e/ 8       |             | Vinnie Roe            |
| 6 novembre    | Flemington   | Australie   | Melbourne Cup             | Gr. 1       | 3 200 m     | L. Dettori  | 7e/ 22      |             | Ethereal              |
| 2002, 5 ans   |              |             |                           |             |             |             |             |             |                       |
| 23 mars       | Nad Al Sheba | Dubaï       | Dubaï Sheema Classic      | Gr. 1       | 2 400 m     | J. Spencer  | 4e/ 15      |             | Nayef                 |
| 3 mai         | Newmarket    | Royaume-Uni | Jockey Club Stakes        | Gr. 2       | 2 400 m     | J. Spencer  | 1er/ 9      | encolure    | Millenary             |
| 7 juin        | Epsom        | Royaume-Uni | Coronation Cup            | Gr. 1       | 2 400 m     | J. Spencer  | 4e/ 6       |             | Boreal                |
| 28 juillet    | Dusseldorf   | Allemagne   | Deutschland-Preis         | Gr. 1       | 2 400 m     | L. Dettori  | 1er/ 6      | 1 ½         | Yavana's Pace         |
| 1er septembre | Baden-Baden  | Allemagne   | Grosser Preis von Baden   | Gr. 1       | 2 400 m     | L. Dettori  | 1er/ 8      | 2 ½         | Salve Regina          |
| 6 octobre     | Longchamp    | France      | Prix de l'Arc de Triomphe | Gr. 1       | 2 400 m     | L. Dettori  | 1er/ 16     | 3/4         | Sulamani              |

## Au haras
Exporté au Japon, Marienbard s'avère un étalon très médiocre si bien qu'il est rapatrié en Irlande en 2010, où l'on tente de le diriger vers une jumenterie d'obstacles, sans guère plus de succès.

## Origines
Marienbard compte parmi la vingtaine de lauréats de groupe 1 issue de Caerleon, vainqueur d'un Prix du Jockey Club en son temps et remarquable reproducteur. Sa mère Marienbad, une fille de Darshaan, courut en France sous les couleurs du Cheikh Mohammed mais ne put obtenu de blacktype en deux tentatives au niveau Listed. Exportée au Japon en 2001, elle n'eut d'autre produit remarquable que Marienbard sinon un placé de Listed à Dubaï et sa fille Zacheta (Polish Precedent), mère de Ransom Note (Red Ransom), vainqueur des Joel Stakes (Gr.2) et des Earl of Sefton Stakes (Gr.3).

### Pedigree
| Origines de Marienbard (IRE), mâle bai, né en 1997 | Origines de Marienbard (IRE), mâle bai, né en 1997 | Origines de Marienbard (IRE), mâle bai, né en 1997 | Origines de Marienbard (IRE), mâle bai, né en 1997 |
| -------------------------------------------------- | -------------------------------------------------- | -------------------------------------------------- | -------------------------------------------------- |
| Père Caerleon                                      | Nijinsky                                           | Northern Dancer                                    | Nearctic                                           |
| Père Caerleon                                      | Nijinsky                                           | Northern Dancer                                    | Natalma                                            |
| Père Caerleon                                      | Nijinsky                                           | Flaming Page                                       | Bull Page                                          |
| Père Caerleon                                      | Nijinsky                                           | Flaming Page                                       | Flaring Top                                        |
| Père Caerleon                                      | Foreseer                                           | Round Table                                        | Princequillo                                       |
| Père Caerleon                                      | Foreseer                                           | Round Table                                        | Knights Daughter                                   |
| Père Caerleon                                      | Foreseer                                           | Regal Gleam                                        | Hail to Reason                                     |
| Père Caerleon                                      | Foreseer                                           | Regal Gleam                                        | Miz Carol                                          |
| Mère Marienbad                                     | Darshaan                                           | Shirley Heights                                    | Mill Reef                                          |
| Mère Marienbad                                     | Darshaan                                           | Shirley Heights                                    | Hardiemma                                          |
| Mère Marienbad                                     | Darshaan                                           | Delsy                                              | Abdos                                              |
| Mère Marienbad                                     | Darshaan                                           | Delsy                                              | Kelty                                              |
| Mère Marienbad                                     | Marie de Fontenoy                                  | Lightning                                          | Kashmir                                            |
| Mère Marienbad                                     | Marie de Fontenoy                                  | Lightning                                          | Fidra                                              |
| Mère Marienbad                                     | Marie de Fontenoy                                  | Primula                                            | Petingo                                            |
| Mère Marienbad                                     | Marie de Fontenoy                                  | Primula                                            | Valrose (famille 12-g)                             |